# Aenesidemus
Aenesidemus din Cnossos (în greaca veche: Αἰνησίδημος, Ainêsidemos) a fost un filozof sceptic grec din secolul I î.Hr.
A exagerat caracterul relativ al percepțiilor senzoriale, mărturiile organelor de simț fiind, conform concepțiilor acestuia, dependente de situația obiectului perceput, de starea individului, precum și de deosebirile de cultură și moravuri.
1. 1 2  IdRef, accesat în 28 februarie 2022
2. ↑  Autoritatea BnF, accesat în 28 februarie 2022